# X contro il centro atomico
X contro il centro atomico (X the Unknown) è un film del 1956 diretto da Leslie Norman.
Il film, di genere fantascientifico, venne inizialmente scritto da Jimmy Sangster come parte della serie del professor Quatermass, doveva infatti rappresentare il seguito del film del 1955 L'astronave atomica del dottor Quatermass, ma Nigel Kneale, l'ideatore del personaggio, rifiutò l'autorizzazione all'utilizzo del nome.

## Trama
È un freddo pomeriggio invernale in una regione scozzese; un gruppo di soldati con un maggiore e un sergente è impegnato in una esercitazione di ricerca di radioattività. Un soldato individua radioattività imprevista e rimane gravemente ferito da una voragine apertasi all'improvviso. Nel frattempo in un laboratorio di ricerca nucleare a Lochmouth, il dottor Adam Royston è impegnato in un esperimento con il radio (con la partecipazione di Peter, figlio del direttore del Centro) quando viene chiamato a collaborare con i militari impegnati con il misterioso fenomeno, tutto fa pensare a forti radiazioni: un soldato è stato gravemente ustionato, un altro solo lievemente porta sulla schiena l'impronta dell'arma che portava a tracolla; la zona viene recintata. In un bosco vicino due ragazzini si avvicinano ad una vecchia torre; si imbattono in qualcosa di terribile e fuggono terrorizzati. Willy, uno dei due, finisce in ospedale con gravi ustioni.
Il dottor Adam parla con l'altro ragazzino e va alla torre, dove trova un campione di radio del suo esperimento; infatti nel suo laboratorio la stanza degli esperimenti è devastata e i campioni rinvenuti sono privi di radioattività. Intanto un certo ispettore McGill del Centro Britannico dell'Energia Atomica (divisione sicurezza interna) raggiunge Adam e gli chiede di aiutarlo. La notizia della morte del ragazzo ustionato rende ancora più urgente trovare la causa di questo fenomeno. La misteriosa creatura colpisce di nuovo nello stesso ospedale dove era ricoverato Willy rubando materiale del laboratorio dei raggi X uccidendo anche un dottore; la cella che conteneva il materiale radioattivo è stata fusa. Adam però comincia ad intuire la natura del mostro.  Intanto nel campo della voragine che si ritiene origine della creatura, due soldati incaricati di sorvegliarla vengono aggrediti e uccisi dal misterioso X (come ora viene chiamato), a nulla valgono le raffiche di mitra con cui provano a difendersi. McGill e Adam si riuniscono con il direttore del centro di ricerche, con il figlio Peter valente collaboratore di Adam ed il maggiore a capo del gruppo di soldati. Adam espone la sua teoria: una forza che è sempre rimasta al centro della Terra è, a causa della mancanza di radioattività, forzata a raggiungere la superficie a caccia di sostanze radioattive. Il direttore rifiuta completamente la teoria, ma McGill insiste per continuare le ricerche; Adam propone di esplorare il crepaccio e Peter si cala rischiando anche di precipitare (scoprendo il cadavere di uno dei soldati), continua ad esplorare e si imbatte in X : viene fatto risalire appena in tempo per evitare le letali radiazioni. Quella sera stessa il crepaccio viene inondato dai lanciafiamme, fatto saltare con gli esplosivi e poi cementato.
Niente affatto convinto della fine dell'emergenza Adam sta però lavorando a un sistema per distruggere la creatura grazie ai suoi sensori che possono essere modificati per dissolvere un oggetto radioattivo. McGill viene richiamato a Londra, ma mentre è alla stazione di polizia per fare rapporto apprende per caso di un incidente con gente incenerita; arriva sul posto per accertare il fenomeno di persona; comunica immediatamente ad Adam le novità e lo raggiunge al laboratorio; Adam ricostruisce su una mappa il tragitto di X dal crepaccio verso le fonti di radioattività e ipotizza che attaccherà ancora il laboratorio. Cerca di organizzare una trappola con materiale radioattivo ma X attacca il centro senza che abbiano fatto in tempo a prepararsi. Viene dato l'allarme generale e predisposto un elicottero per seguire il ritorno di X al crepaccio, ma X devia dal tragitto e passa molto vicino ad una chiesa dove si sono rifugiati gli abitanti di un villaggio, una bambina viene salvata appena in tempo.
Il prossimo obiettivo del mostro sarebbe un secondo centro di ricerche ma con una città sul suo tragitto; quindi X deve essere fermato prima che torni al crepaccio o quando ne esce. X sfugge alle ricerche e torna.
Questa volta Adam dopo aver risolto le ultime difficoltà tecniche riesce a predisporre la trappola. Peter prende la guida del mezzo con l'esca radioattiva che deve attirare la creatura fino al dispositivo disgregante. Il mostro infine esce dal crepaccio, segue l'esca di cobalto radioattivo e viene disgregato ricadendo nella voragine con una grande esplosione.

## Produzione
L'astronave atomica del dottor Quatermass fu il maggiore incasso ottenuto dalla Hammer fino al 1955 e servì a lanciare la casa di produzione nel genere horror e fantascientifico. Spinta dal successo ottenuto dal film, nel 1956 la Hammer commissionò allo sceneggiatore Jimmy Sangster una nuova storia che avrebbe dovuto rappresentare il sequel del film. Una volta completato, il copione venne sottoposto a Nigel Kneale con la richiesta di approvazione allo sfruttamento commercialmente del nome del professor Quatermass, ma Kneale, indignato perché la Hammer aveva utilizzato il personaggio da lui creato senza un consenso preventivo, rifiutò diffidando la casa di produzione dall'utilizzare il nome del suo personaggio.
La sceneggiatura venne così ritoccata sostituendo il nome del professor Bernard Quatermass con quello del dottor Adam Royston e lasciando il resto invariato. Ad interpretarlo venne chiamato l'attore Dean Jagger, al posto di Brian Donlevy che aveva già interpretato il professor Quatermass nel primo film, personaggio che riprenderà nuovamente nel successivo I vampiri dello spazio, il sequel ufficiale de L'astronave atomica del dottor Quatermass.